# Desant aerian

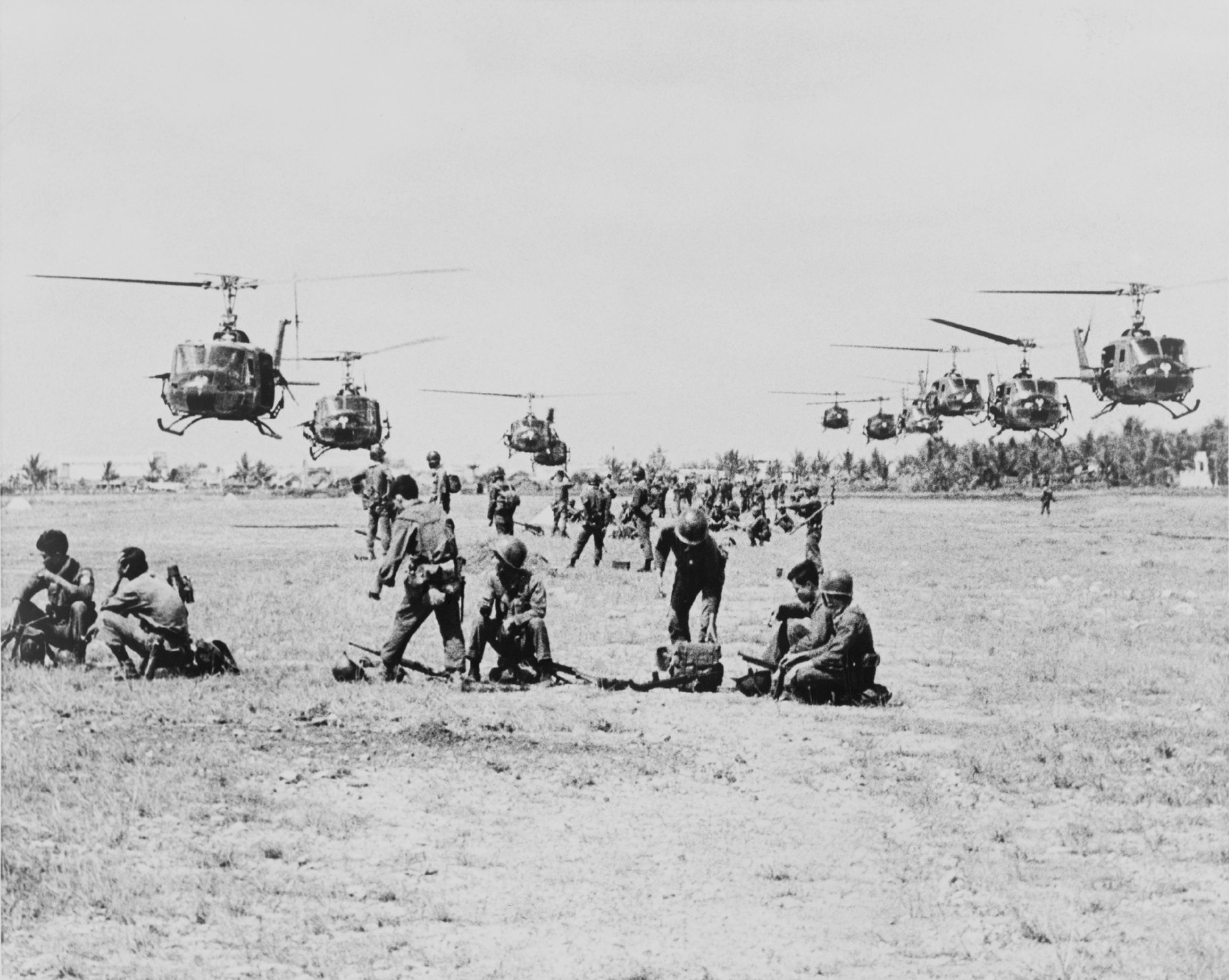
Elicopterele en ale armatei SUA în curs de aterizare, în timp ce transportă pe calea aerului rangerii Batalionului 43 guvernamental vietnamez, în lupta împotriva gherilelor Viet Cong, Saigon, 1965

Desantul aerian sau aerodesantul reprezintă o tactică a armelor întrunite în care trupele din dispozitivul de luptă sunt transportate pentru a îndeplini misiuni de luptă pe calea aerului și sunt debarcate prin aterizare sau parașutare, de regulă în raioane situate în spatele inamicului.
Pentru acțiunile de aerodesant se utilizează fie trupe specializate de desant-parașutare, fie trupe aparținând oricărei arme, antrenate pentru acțiuni de desant aerian.
Tipuri de desant aerian:

Harta operațiunilor terestre a Operațiunii Furtuna în deșert, cu care a început la 24-28 februarie 1991 invazia din timpul Războiului din Golf. În stânga, en și en americane deplasate pe calea aerului.

- tactic: se face uzual cu din trupe de infanterie întărită, acestea fiind desantate în decursul ofensivei în raioane a căror ocupare împiedică manevrele inamicului sau îi năruiește apărarea. Aceste raioane pot include diverse puncte din teren unde există, de exemplu căi de comunicații, capete de pod sau defilee, locații unde pot fi duse acțiuni de luptă independente, până ce se instalează în dispozitivul de ofensivă primele elemente ale trupelor principale.
- operativ: se face cu trupe desantate cu scopul ocupării unor obiective importante, în adâncimea operativă a inamicului. Aceste obiective pot fi, de exemplu, treceri peste cursuri de apă sau noduri de comunicații.

Desantul aerian poate fi utilizat și alte situații de luptă, precum ar fi în sprijinul contraloviturilor și al contraatacurilor din apărare.